# Weißwangenlerche

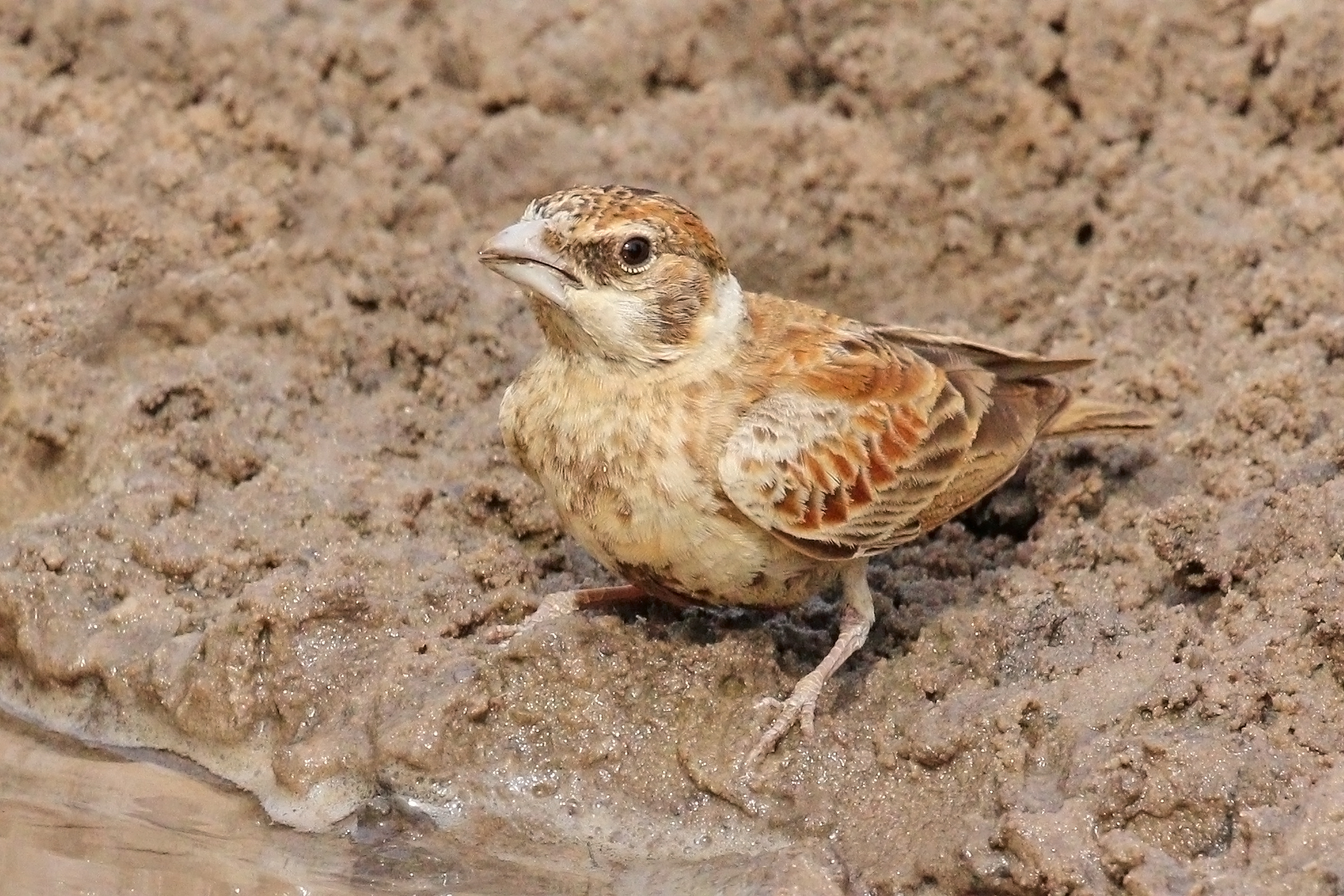
Weibchen

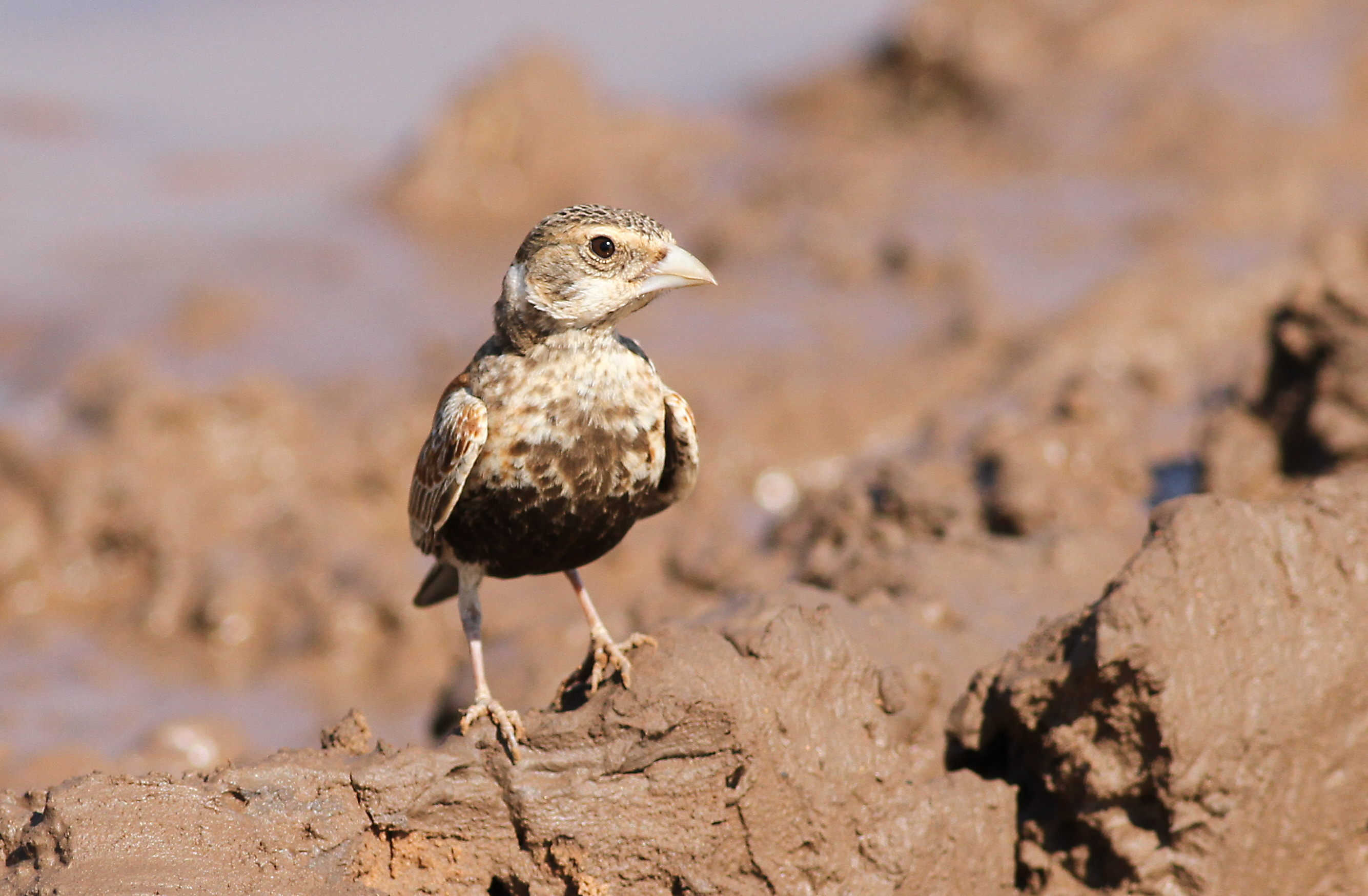
Weibchen, Mapungubwe-Nationalpark, Südafrika

Die Weißwangenlerche (Eremopterix leucotis) ist eine Art aus der Familie der Lerchen. Es handelt sich um eine kleine, finkenähnliche Lerche, die einen dicken kurzen Schnabel hat und auf der Körperoberseite überwiegend kastanienbraun ist. Verglichen zur Feldlerche ist sie um etwa 25 bis 30 Zentimeter kleiner. Ihr Verbreitungsgebiet liegt in Afrika. Es werden fünf Unterarten unterschieden.
Die IUCN stuft die Weißwangenlerche als ungefährdet (least concern) ein.

## Stellung in der GattungEremopterix
Die Stellung der Braunscheitellerche innerhalb der Gattung Eremopterix ist noch nicht geklärt. Einige Autoren halten es für denkbar, dass die Weißwangenlerche mit der Weißstirnlerche eine Superspecies bildet.

## Merkmale
Die Weißwangenlerche erreicht eine Körperlänge von etwa 12 bis 13 Zentimetern, wovon 4,8 bis 5,5 Zentimeter auf den Schwanz entfallen. Der Schnabel misst vom Schädel aus gemessen 1,0 bis 1,15 Zentimeter. Sie wiegen zwischen 12,3 und 13,8 Gramm. Es besteht ein ausgeprägter Geschlechtsdimorphismus.
Beim Männchen sind der Kopf inklusive des Kinns und der Kehle sowie die Brust und der Oberbauch schwärzlich schokoladenbraun. Lediglich die Wangen und die Ohrdecken sowie ein schmales Band im Nacken sind weiß.
Der Mantel, die Schultern und der Rücken sind kastanienbraun, wobei eine individuell variable Anzahl der Federn weiß oder grau gesäumt sind oder weiße oder graue Spitzen haben. Die Oberschwanzdecken sind hell gelbbraun und heben sich dadurch von dem dunkleren Rücken ab. Die Hand- und Armschwingen sind braun, die einzelnen Federn sind teil breit rötlich gesäumt und haben hellere Spitzen. Die braunen Flügeldecken sind weiß gesäumt. Der Schwanz ist braun, das mittlere Steuerfederpaar hat rötliche Säume. Die sechste (äußerste) Steuerfeder hat eine weißliche Außenfahne. Der Schnabel ist sehr hell hornfarben. Die Läufe und Zehen sind hornfarben, die Iris ist braun.
Das Weibchen hat einen bräunlichen Kopf, wobei die einzelnen Federn dunklere Federmitten haben. Der Mantel und Rücken ist braun und heller und matter gefärbt als beim Männchen. Wangen und Ohrdecken sind weißlich und sind je nach Unterart zu einem unterschiedlichen Grade bräunlich-grauen gesprenkelt.
Das Kinn, die Kehle und die Brust sind hellbraun. Die einzelnen Federn haben dunkelbraune bis kastanienfarbige Mitten, wodurch ein gesprenkeltes Aussehen entsteht. Die Bauchmitte ist dunkelbraun. Das Schwanzgefieder gleicht dem des Männchens.
Jungvögel ähneln dem adulten Weibchen, jedoch sind Kopf, Mantel und die Flügeldecken dunkelbraun mit weißen Spitzen. Die grauweißen Federn an Kinn, Kehle und Bauch haben braune Federzentren. Die Brust ist ähnlich gefiedert wie beim Weibchen.

## Verbreitungsgebiet und Lebensraum

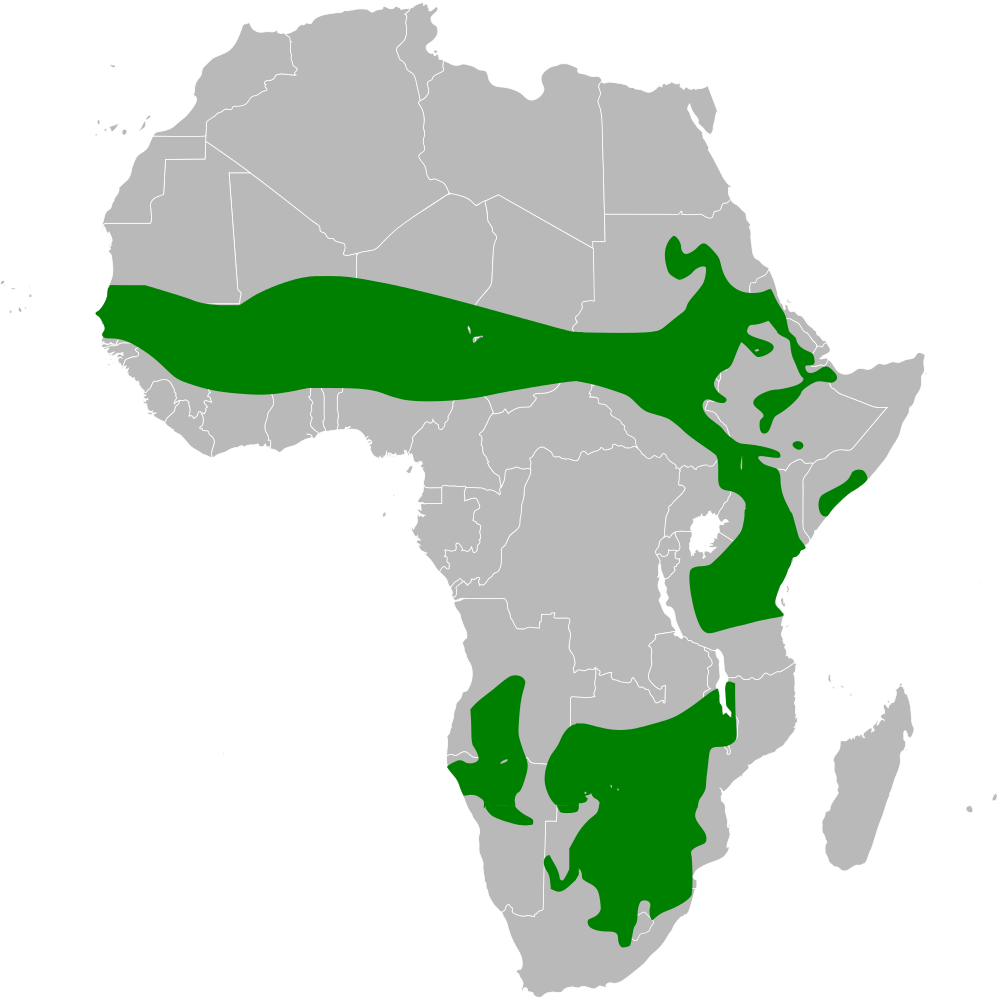
Verbreitungsgebiet der Weißwangenlerche

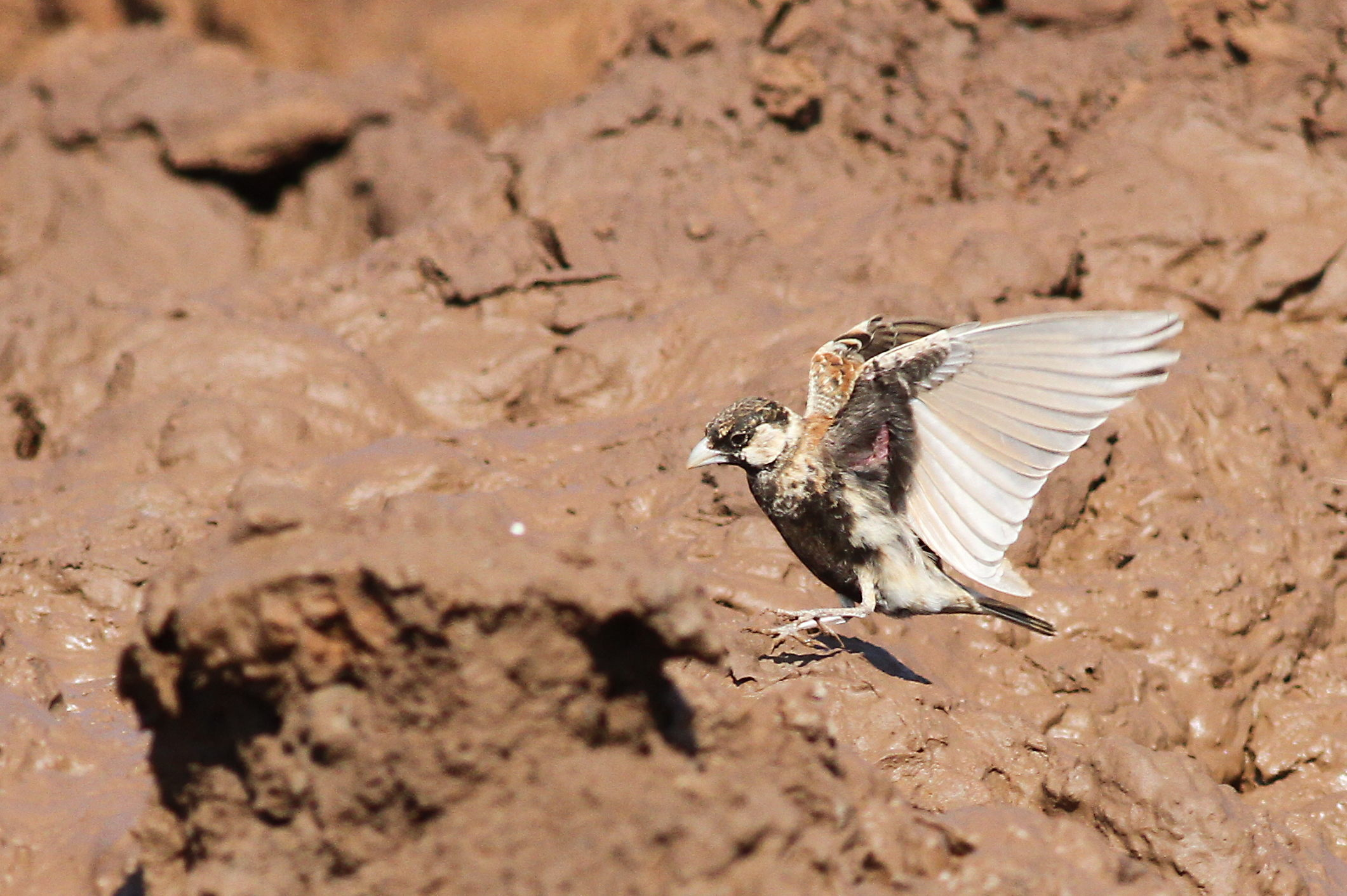
Landendes Männchen, Mapungubwe-Nationalpark, Südafrika

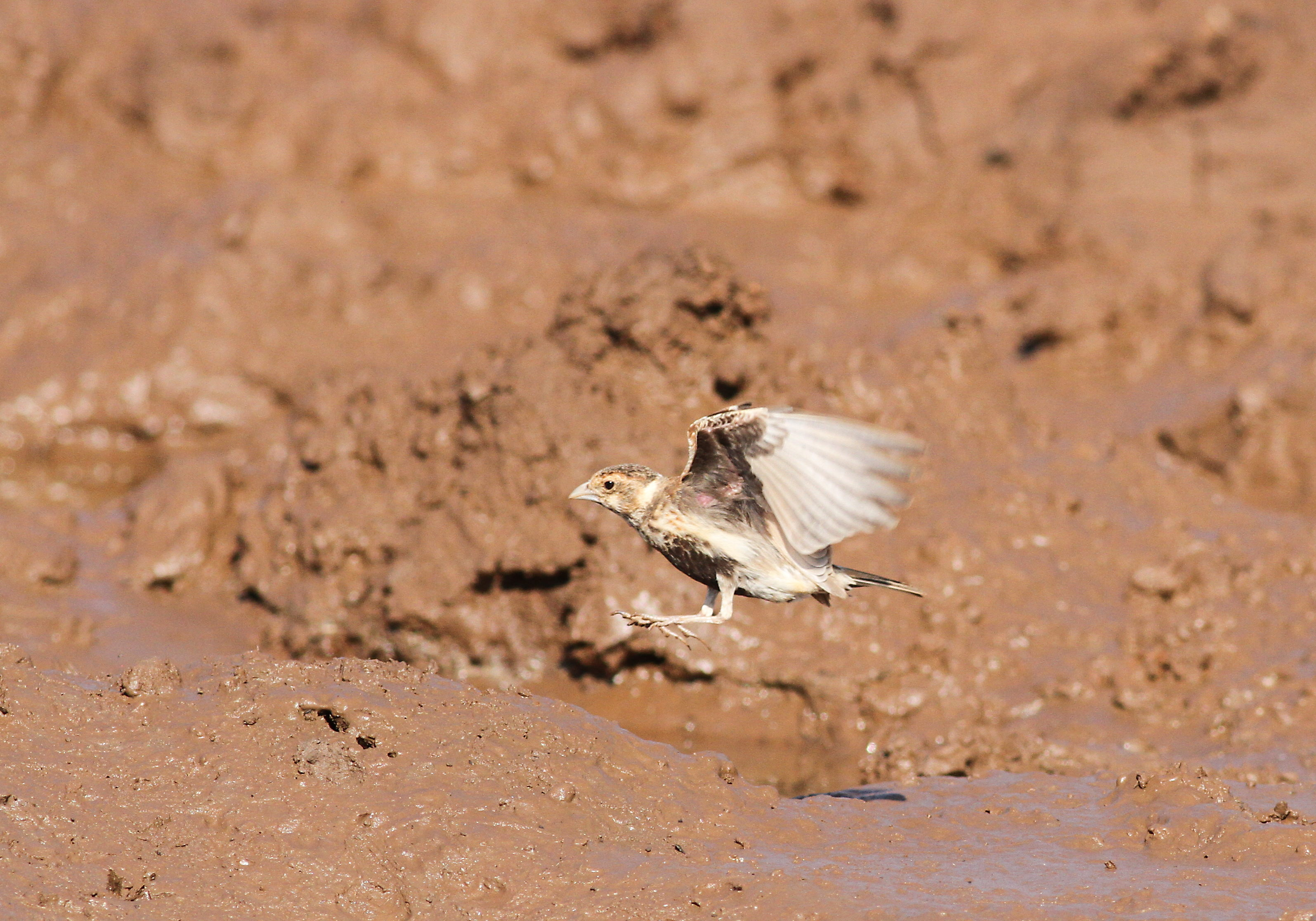
Landendes Weibchen, Mapungubwe-Nationalpark, Südafrika

Die Weißwangenlerche ist in weiten Teilen Afrikas vertreten. Sie kommt in zwei großen Arealen vor, die voneinander isoliert sind. Nur einige der Populationen sind Standvögel, andere Populationen nomadisieren im Verbreitungsgebiet weit umher.
Das erste Verbreitungsgebiet reicht von Senegal, Gambia und dem Süden Mauretaniens über Mali, Niger, den Norden von Nigeria, Tschad bis zum Sudan, Äthiopien, dem Nordwesten und Süden Somalias, dem Norden und Osten Kenias und dem Zentralgebiet und Süden Tansanias.
Das zweite große Verbreitungsgebiet liegt weiter im Süden Afrikas. Es reicht vom äußersten Süden Angolas, über den Norden und die Mitte von Namibia sowie dem Süden von Sambia über Botswana, Simbabwe, Mocambique bis in den Nordosten der Südafrikanischen Republik.
Der Lebensraum der Weißwangenlerche sind offene Flächen mit steinigen und sandigen Böden, die nur schütter mit Büschen oder Bäumen bestanden sind. Sie kommt auch auf grasbestandenen Savannen, Brachland und Flughäfen vor. In der Dornbuschsavanne ist sie seltener. Die Höhenverbreitung der nördlichen Populationen reicht bis zu 1800 Metern, die südlicheren Populationen sind über 1200 Höhenmetern in der Regel nicht mehr anzutreffen.

## Unterarten und ihr jeweiliges Verbreitungsgebiet
Es werden fünf Unterarten unterschieden:
- E. l. melanocephalus (Lichtenstein, MHK, 1823) – Ursprünglich als eigenständige Art der Gattung Alauda beschrieben, kommt diese Unterart von Senegal und Gambia bis in die Mitte des Sudans vor.
- E. l. leucotis (Stanley, 1814) – Vorkommen im Süden und Osten des Sudan, in Eritrea, Äthiopien und dem Nordwesten von Somalia.
- E. l. madaraszi (Reichenow, 1902) – Vorkommen vom Süden Somalias und Kenia bis in den Norden von Malawi und den Norden von Mocambique.
- E. l. hoeschi White, CMN, 1959 – Vorkommen vom Süden Angolas und dem Norden Namibias bis in den Westen von Simbabwe.
- E. l. smithi (Bonaparte, 1850) – Vorkommen vom Süden Sambias und dem Süden Malawis bis in den Osten der Südafrikanischen Republik.

## Lebensweise
Die Weißwangenlerche frisst überwiegend Grassamen. Feldheuschrecken und andere Insekten werden meistens dann gefressen, wenn sie auch Nestlinge großziehen.
Die Brutzeit der Weißwangenlerche fällt im Norden des Verbreitungsgebietes überwiegend in den Zeitraum Oktober bis März. Sie fällt damit in die Trockenzeit. In Sambia, Simbabwe und Malawi brütet die Weißwangenlerche dagegen von März bis September. Die in der Südafrikanischen Republik vorkommenden Lerchen brüten gewöhnlich im März und April.
Das Nest ist lerchentypisch, der Nestnapf hat einen inneren Durchmesser von etwa 5 Zentimeter und ist 3 Zentimeter tief. Das Nest wird aus trockenem Gras und Wurzeln gebaut. Es wird mit feinerem Pflanzenmaterial ausgelegt. Das Gelege besteht in der Regel aus zwei Eiern. Diese haben ein Frischvollgewicht von 1,86 Gramm. Beide Elternvögel brüten, wobei das Weibchen einen größeren Anteil am Brutgeschäft hat und gewöhnlich nachts auf dem Nest sitzt. Die Brutdauer beträgt 11 Tage. Weißwangenlerche ziehen wahrscheinlich zwei Bruten im Jahr groß.
Während der Brutzeit sind Weißwangenlerchen einzelgängerisch oder in Paaren anzutreffen. Außerhalb der Brutzeit bilden sie Trupps, die bis zu 50 Individuen umfassen können. Die Trupps können auch andere Lerchen der Gattung Eremopterix umfassen. Besonders häufig sind sie mit Harlekinlerchen vergesellschaftet.

## Einzelbelege
1. 1 2 3 4 5  Pätzold: Kompendium der Lerchen. S. 152.
2. 1 2 3 4 5 6 7   Handbook of the Birds of the World zur Weißwangenlerche, aufgerufen am 15. März 2017
3. ↑  Pätzold: Kompendium der Lerchen. S. 150.
4. ↑  Pätzold: Kompendium der Lerchen. S. 151.
5. ↑  IOC World Bird List 6.4. In: IOC World Bird List Datasets. doi:10.14344/ioc.ml.6.4 (englisch, worldbirdnames.org).